# Перелік порівняльних військових звань
Цей перелік присвячено визначенням рангів у збройних силах  різних держав. Порівняння здійснено між різними системами, що використовують окремі держави, для категоризації ієрархії їхніх збройних сил відносно інших. Декілька з цих переліків посилаються на порівняльні коди НАТО. Це система порівняльних кодів НАТО, яка використовується для полегшення зіставлення звань серед країн НАТО. Посилання на таблиці порівняння можна побачити нижче.

## Сучасні військові формування
- НАТО:
  - Офіцери сухопутних військ
  - Army enlisted[en]
  - Офіцери військово-морських сил
  - Navy enlisted[en]
  - Офіцери повітряних сил
  - Air Force enlisted[en]
- United Kingdom and United States military ranks compared[en]
- Звання та відзнаки НАТО

### Аргентина
- Military ranks of Argentina[en]
- Argentine Army officer rank insignia[en]
- Argentine Army enlisted rank insignia[en]

### Австралія
- Australian Army officer rank insignia[en]
- Australian Army other ranks insignia[en]
- Royal Australian Navy ranks and uniforms
- Ranks of the RAAF[en]
- Australian Defence Force ranks and insignia[en]

### Бангладеш
- Ranks of Bangladesh Army[en]
- Bangladesh Navy[en]
- Bangladesh Air Force[en]

### Бельгія
- Belgian military ranks[en]

### Боснія та Герцеговина
- Bosnian Military ranks and insignia[en]

### Бразилія
- Brazilian military ranks and insignia[en]

### Канада
- Canadian Forces ranks and insignia[en]

### Китайська Народна Республіка
- Chinese Army ranks[en] (People's Republic of China)
- Chinese Navy ranks[en] (People's Republic of China)
- Chinese Air Force ranks[en] (People's Republic of China)

### Колумбія
- Military ranks of the Colombian Armed Forces[en]

### Хорватія
- Військові звання Хорватії

### Куба
- Cuban military ranks[en]

### Данія
- Danish army ranks
- Danish navy ranks
- Danish air force ranks
- Danish OR's compared

### Єгипет
- Egyptian Air Force ranks[en]
- Звання сухопутних військ Єгипту
- Egyptian Navy ranks[en]

### Естонія
- Військові звання Естонії

### Фінляндія
- Finnish military ranks[en]

### Франція
- French Army ranks[en]
- French Navy ranks[en]
- French Air Force ranks
- French Gendarmerie ranks

### Німеччина
- German Army rank insignia[en]

### Греція
- Greek military ranks[en]

### Угорщина
- Військові звання Угорщини

### Індія
- Indian Air Force ranks and insignia[en]
- Indian Army ranks and insignia[en]
- Indian Navy ranks and insignia[en]

### Indonesia
- Indonesian military ranks[en]

### Іран
- Iranian military ranks[en]

### Ірак
- Iraqi Army ranks[en]

### Ірландія
- Irish Army commissioned rank insignia
- Irish Army enlisted rank insignia
- Irish Naval Service commissioned rank insignia
- Irish Naval Service enlisted rank insignia
- Irish Air Corps commissioned rank insignia[en]
- Irish Air Corps enlisted rank insignia[en]

### Ізраїль
- Військові звання в Армії Оборони Ізраїлю

### Італія
- Italian Army Ranks[en]
- Italian Navy Ranks[en]
- Italian Air Force Ranks[en]

### Японія
- Japanese military ranks[en]

### Йорданія
- Jordanian military ranks[en]

### Ліван
- Lebanese Army Ranks

### Литва
- Військові звання Литви

### Малайзія
- Malaysian military ranks[en]

### Мексика
- Mexican military ranks[en]

### Нідерланди
- Dutch military ranks[en]

### Нова Зеландія
- New Zealand military ranks[en]

### Нікарагуа
- Nicaragua military ranks[en]

### Північна Корея
- North Korean military ranks[en]

### Норвегія
- Norwegian military ranks[en]

### Пакистан
- Pakistan Army ranks and insignia[en]
- Pakistan Navy ranks and insignia[en]
- Pakistan Air Force ranks and insignia[en]

### Перу
- Peruvian Army[en] (Ejército del Perú)
- Військово-морські сили Перу (Marina de Guerra del Perú)
- Peruvian Air Force[en] (Fuerza Aérea del Perú)

### Філіппіни
- Military ranks of the Philippines[en]

### Польща
- Військові звання Польщі

### Португалія
- Portuguese Armed Forces rank insignia[en]

### Румунія
- Romanian Army ranks and insignia[en]

### Росія
- Russian military ranks[en]

### Саудівська Аравія
- Saudi Arabian military ranks[en]

### Сербія
- Військові звання Сербії

### Сингапур
- Singapore Armed Forces ranks[en]

### Словаччина
- Military ranks of Slovakia[en]

### Південна Африка
- South African military ranks[en]

### Південна Корея
- South Korean military ranks[en]

### Іспанія
- Сухопутні війська Іспанії

### Шрі Ланка
- Sri Lanka Army rank insignia[en]
- Sri Lanka Navy rank insignia[en]
- Sri Lanka Air Force rank insignia[en]

### Швеція
- Military ranks of the Swedish Armed Forces[en]

### Швейцарія
- Swiss army ranks[en]

### Республіка Китай (Тайвань)
- Republic of China Army rank insignia[en]

### Танзанія
- Tanzanian Military ranks[en]

### Таїланд
- Thai military ranks[en]

### Туреччина
- Military ranks of Turkey[en]

### Україна
- Військові звання України

### Сполучене Королівство
- Royal Navy officer rank insignia[en]
- Royal Navy ratings rank insignia[en]
- British Army officer rank insignia[en]
- British Army other ranks rank insignia[en]
- Royal Air Force officer ranks[en]
- Royal Air Force other ranks[en]

### Сполучені Штати
- United States uniformed services: comparative ranks of officers, warrant officers, and enlisted servicemen
- Повітряні сили Сполучених Штатів: enlisted, officer
- Армія Сполучених Штатів: enlisted, warrant officer, officer
- Берегова охорона Сполучених Штатів: enlisted, warrant officer, officer
- Корпус морської піхоти Сполучених Штатів: enlisted, warrant officer, officer
- Військово-морські сили Сполучених Штатів: enlisted, warrant officer, officer
- United States Public Health Service Commissioned Corps: officer
- National Oceanic and Atmospheric Administration Commissioned Officer Corps: officer

### Венесуела
- Venezuelan military ranks[en]

### В'єтнам
- Vietnamese military ranks and insignia[en]

## Попередні епохи

### Різне
- Royal Navy during the 18th and 19th century[en]
- United States (Union) Army during the Civil War[en]
- Звання Військово-морських сил Союзу під час громадянської війни у США
- Confederate Army during the Civil War[en]
- Confederate Navy during the Civil War[en]

### ПорівнянняПершоїтаДругої світової війни
- Comparative military ranks of World War I[en]
- Comparative officer ranks of World War II[en]
- World War II German Army Ranks and Insignia[en]
- Військові звання Люфтваффе (1935-45)
  - Корпусні кольори Люфтваффе (1935–1945)
- Uniforms and insignia of the Kriegsmarine[en]
- Нагороди Третього Рейху
- Японія - Army ranks of the Japanese Empire during World War II[en]
- Японія - Naval ranks of the Japanese Empire during World War II[en]
- Nazi party paramilitary ranks[en]:
  - Ranks and insignia of the Nazi Party[en]
  - Звання та відзнаки Шутзштафель
    - Звання і знаки розрізнення військ СС
    - Corps colours (Waffen-SS)[en]
    - Uniforms and insignia of the Schutzstaffel[en]

  - Ranks and insignia of the Sturmabteilung[en]
    - Uniforms and insignia of the Sturmabteilung[en]

  - Ranks and insignia of the Hitler Youth[en]
  - Звання та відзнаки Націонал-соціалістичного авіаційного корпусу
  - Ranks and insignia of the National Socialist Motor Corps[en]
  - Звання та відзнаки Вольксштурм
- United States Army enlisted rank insignia of World War II[en]

## Інші порівняння
- Звання та відзнаки НАТО
- Comparative military ranks of Korea[en]
- Senior Foreign Service[en]
- Comparative army officer ranks of the Americas[en]
- Comparative army officer ranks of Asia[en]

## Зовнішні посилання
- World Rank Insignia
- Dave VE7CNV Current Military Ranks of the World
- US Department of Defense rank insignia page
- Australian Defence Force Badges of Rank
- British Army Badges of Rank
- Canadian Forces Badges of Rank
- Irish Defence Force Army Badges of Rank
- New Zealand Defence Force Badges of Rank